# 国鉄オハ30形客車
オハ30形客車（おは30がたきゃくしゃ）は、かつて日本国有鉄道およびその前身である鉄道省に在籍した、車体長17m級の半鋼製三等客車である。本項では同時に同様式で製作された三等緩急車のオハフ31形についてもあわせて取り扱う。
なお、オハ30形・オハフ31形も共にオハ31系を改造した同名の和田岬線用通勤客車が後に存在したが、これとは別の車両である。

## 概要
1937年12月27日に発生した、準急12列車（鹿児島 - 門司間）の発火事故で全焼した、大形2AB車と国鉄部内で呼称されていた大形車体断面を備える17m級木造2軸ボギー客車グループに属するナハ22000形およびナハフ25000形を小倉工場で1940年7月に復旧する際に、試験的に鋼製車体化したものである。
試作の少数形式であったことから当初はナハの鋼体化車はスロハフ31750形（後のスロハフ30形）とオハ32000形（後のオハ31形）の間に、そしてナハフの鋼体化車はオハフ34000形（後のオハフ30形）とスハフ34200形（後のスハフ32形）の間に、それぞれ隙間を縫うようにして押し込まれ、オハ31980形、オハフ34180形と付番された。

## 車体
焼け残った種車の台枠を延長せずに再利用したため、後の60系とは異なり、17m級のままで鋼製車体が製作されている。
種車は両車とも平台枠UF12（オハ31980形）とUF15（オハフ34180形）を流用しているが、UF12は大形2AB車用台枠の中でもインチ制で設計された古いタイプの物であり、寸法面でもそのままでの使用が不可能であったため、大改装が実施されてUF12改となっている。これに対しUF15は後のオハ31系に使用されたUF17の基本となった、強固な構造の魚腹台枠であり、ほぼそのままで流用されている。
側面の窓配置はオハ31980形がD3 3 3 3 3 1D（D：デッキ）、オハフ34180形がD1 3 3 3 3 1 1Dと3枚の窓を1セットとする種車のレイアウトを踏襲しているが、窓周りの寸法はスハ32系に準じて高さ740mm、幅600mmとされ、種車の窓寸法は引き継がれていない。
もっとも、デッキ部の寸法は台枠を引き継いだ関係で種車に準じており、側扉も幅675mmと大形2AB車の標準寸法に従いつつ、鋼製車の標準仕様に準じた様式のものが設計製作されている。
また、窓配置や窓周り以外の構体設計は製造当時、小倉工場でも量産中であったオハ35系のそれが流用されており、全溶接構造、屋根は丸屋根、側面は窓の上下の補強帯（ウィンドウシルおよびウィンドウヘッダー）を外板の内側に隠したノーシル・ノーヘッダーと呼ばれる平滑な構造の近代的な外観として完成している。
車内の座席等は種車のそれを流用したが、内部構造そのものはオハ35系に準じており、結果的に本形式は大形2AB車の窓配置と車内設備、スハ32系の窓寸法、それにオハ35系の基本構造を備えるという、3世代の様式が混在する特異な設計となった。
自重はオハ31980形が29.35t、オハフ34180形が29.20tで、種車より約2 - 4t程度の自重増となっている。

## 主要機器

### 台車
台車は種車のものを流用しており、全車とも球山形鋼を側梁に使用するイコライザー台車のTR11が装着された。
ただし、これらはTR11でも初期のタイプで心皿荷重上限に不安があったため、振り替えを実施してより新しいタイプのものと交換することも検討されていた。だが、結局台車交換は実施されないままに終わっている。

### ブレーキ
ブレーキは当時標準のA動作弁による自動空気ブレーキ装置であるAVブレーキ装置が搭載されていた。これも種車からの流用品である。

### 給水装置
便所の給水装置は、22000系で標準であった屋根裏の水タンクからの重力落下式ではなく、ブレーキ管からの空気圧を動力源とする、床下水タンクからの揚水式が採用された。
これについては、オリジナルの水タンクを改造して床下吊り下げとするオハ31系で採られた改造方法が踏襲されており、本形式における数少ないオハ31系との共通点となっている。

## 形式
カッコ内に1941年称号改正後の形式を示す。
- オハ31980形（オハ30形）

前述の事故で全焼したナハ22000形ナハ22985・23049を復旧したもので、順にオハ31980・31981と付番された。座席定員は80名。竣工後はオハフ34180形と共に鳥栖区（門トス）に配置され、鹿児島本線を中心に増結車として運用された。1941年の称号改正時にオハ30形に改称され、戦後は篠栗線をはじめとする北九州地区各線で運用されたが、2両揃ってオル31形に改造された。
- オハフ34180形（オハフ31形）

前述の事故で全焼したナハフ25000形ナハフ25029を復旧したもので、オハフ31980と付番された。座席定員は72名。竣工後はオハ31980形と共に鳥栖区（門トス）に配置され、鹿児島本線を中心に増結車として運用された。1941年の称号改正時にオハフ31形に改称されたが、1945年夏の空襲で被災し廃車された。

### 改造車
- オル31形
  - 26・27
    - 1959年に国鉄長野工場でオハ30 1・2を改造したもので、側面中央部に資材搬出入用の側扉が設けられ、座席や便所などを撤去した車室には配給物資を載せるための棚が設けられ、資材局から各区所に支給される配給物資などを載せて運用された。配送先区所により貨物列車に併結されて移動することがあるため、車体側面には貨車と同様の票差しが取り付けられていたのが特徴である。また長期間の乗務に対応するために添乗員室が設けられ、寝台や執務用机、調理用の流し、石炭ストーブなどが設置されていた。
    - 26は1959年1月23日付けで、27は同年2月28日付けでそれぞれ改造編入が実施され、東京鉄道管理局および静岡鉄道管理局に配置されている。
    - 17m客車の中では長期間運用されており、廃車は26が1970年12月、27が1969年9月である。

他のオル31形はオハ31系に属する。